# LEN European Cup 1988-1989
La LEN European Cup 1988-1989 è stata la ventiseiesima edizione del massimo trofeo continentale di pallanuoto per squadre europee di club.
La fase finale del torneo ha visto la partecipazione di otto squadre che hanno disputato gare a eliminazione diretta a partire dai quarti di finale.
Lo Spandau Berlino, finalista della precedente edizione, ha conquistato la sua quarta coppa superando in finale gli spagnoli del CN Catalunya.

## Quarti di finale
| Qualificate   |             |
| - Alphen      | - Marsiglia |
| - Catalunya   | - Partizan  |
| - Košice      | - Posillipo |
| - Ferencváros | - Spandau   |

| Andata | Andata                  | Andata |
| Data   | Gara                    | Ris.   |
| ------ | ----------------------- | ------ |
| ?      | Catalunya - Alphen      | 7-3    |
| ?      | Košice - Spandau        | 6-12   |
| ?      | Marsiglia - Partizan    | 6-8    |
| ?      | Posillipo - Ferencváros | 7-9    |

| Ritorno | Ritorno                 | Ritorno | Ritorno |
| Data    | Gara                    | Ris.    | Tot.    |
| ------- | ----------------------- | ------- | ------- |
| ?       | Alphen - Catalunya      | 4-4     | 7-11    |
| ?       | Spandau - Košice        | 14-7    | 26-13   |
| ?       | Partizan - Marsiglia    | 14-8    | 22-14   |
| ?       | Ferencváros - Posillipo | 14-13   | 23-20   |

## Semifinali
| Andata | Andata                  | Andata |
| Data   | Gara                    | Ris.   |
| ------ | ----------------------- | ------ |
| ?      | Ferencváros - Catalunya | 6-5    |
| ?      | Partizan - Spandau      | 7-7    |

| Ritorno | Ritorno                 | Ritorno | Ritorno |
| Data    | Gara                    | Ris.    | Tot.    |
| ------- | ----------------------- | ------- | ------- |
| ?       | Catalunya - Ferencváros | 9-7     | 14-13   |
| ?       | Spandau - Partizan      | 7-5     | 14-12   |

## Finale
| Andata | Andata              | Andata |
| Data   | Gara                | Ris.   |
| ------ | ------------------- | ------ |
| ?      | Spandau - Catalunya | 11-10  |

| Ritorno | Ritorno             | Ritorno | Ritorno |
| Data    | Gara                | Ris.    | Tot.    |
| ------- | ------------------- | ------- | ------- |
| ?       | Catalunya - Spandau | 11-11   | 21-22   |

### Campioni
- Spandau Campione d'Europa:

Peter Röhle, Raúl de La Peña, Piotr Bukowski, Schneider, Armando Fernández, Ehrl, Kison, Will, Hagen Stamm, Reimann, Dirk Theissmann, Kusch, Priefer.

## Fonti
- (EN)  LEN, The Dalekovod Final Four - Book of Champions 2011, 2011 (versione digitale)